# 诺基亚6680
6680是诺基亚生产的一款3G手机，运行Symbian Series 60操作系统，拥有蓝牙，130万像素摄像头以及正面一个30万像素可视电话用摄像头，采用支持热插拔的双电压RS-MMC多媒体存储卡扩展内存，有立体声回放支持以及一个分辨率为176x208的18-bit (262,144) 发色素的屏幕。它于2005年2月发布，2005年5月正式在市场发售。
6680是一款高端3G产品。作为一部智能手机，它提供了各种办公和个人管理软件，包括与微软的Office相兼容的软件。6680提供了一种创新的主动待机模式，不过为了与移动运营商相适应，在之后的固件升级中这个特性被去除了。这款手机有远超正常水平的bug，包括死机以及不安全因素。
6680同时支持RS-MMC多媒体卡和MMCmobile卡。运行频段为GSM 900/1800/1900 和 UMTS 2100，在开发过程中，6680又被叫做Milla。作为一块过渡到N系列的跳板，6680随后被N70所替代，它所基于的硬件体系是OMAP 1710。

## 相近的手机产品
- Nokia 6681/Nokia 6682
- Nokia N70